# Парийский, Сергей Михайлович
Сергей Михайлович Парийский (1870—1931) — нижегородский общественный деятель, педагог и краевед.

## Биография
Родился в Нижнем Новгороде 14 (26) июня 1870 года в семье протоиерея Михаила Ивановича Парийского и его супруги Анны Васильевны. В 1874 году родился его младший брат Иван, ставший священником в 1917 году.
В 1895 году окончил Казанскую духовную академию со степенью кандидата богословия и правом преподавания в семинариях и духовных училищах.
Вернувшись в Нижний Новгород, он стал преподавать гуманитарные дисциплины (историю, географию, древние языки, палеографию) в учебных заведениях Нижнего Новгорода – епархиальном училище, женской гимназии, Аракчеевском кадетском корпусе.
С 1904 года активно участвовал в деятельности Нижегородской губернской учёной архивной комиссии, принимал участие практически во всех её заседаниях, был избран секретарём особого отдела НГУАК по изучению древних памятников Нижегородской губернии; с 17 ноября 1911 года был правителем дел НГУАК и исполнял эту должность до момента реорганизации комиссии в Нижегородскую археолого-этнологическую комиссию (НАЭК) в 1921 году; в НАЭК он был учёным секретарём, а впоследствии – председателем.
После открытия в Нижнем Новгороде отделения Московского археологического института Парийский читал в нём курс истории местного края, а после революции — курс исторической географии.
Принимал деятельное участие в судьбе коллекций Нижегородского городского художественно-исторического музея. С 20 мая 1912 года на заседании НГУАК С. М. Парийский вместе с А. И. Звездиным был избран в губернский Комитет по ремонту кафедрального собора в новгородском кремле к предстоящим в 1913 году юбилейным торжествам.
Был членом-корреспондентом Гельсингфорского исторического музея.
При Советской власти много преподавал: помимо филиала Московского археологического институт, в Нижегородском государственном университете и Нижегородском педагогическом институте он вёл курсы по краеведению, архивоведению, этнографии, а в музыкальном училище — курс истории музыки. Много времени уделял полевым археологическим исследованиям. В 1923 году участвовал в экспертизе и перевозке ценностей из замка Шереметевых. Был редактором отдела краеведения в журнале «Кооперативное дело» (1922—1924).
Умер 25 сентября 1931 года. Был похоронен на Бугровском кладбище.